# Grand Muveran
Grand Muveran är en bergstopp i Schweiz. Den ligger i distriktet Aigle och kantonen Vaud, i den sydvästra delen av landet, 80 km söder om huvudstaden Bern. Toppen på Grand Muveran är 3 051 meter över havet.